# Region Blekinge
Region Blekinge, före 1 januari 2019 Blekinge läns landsting och Landstinget Blekinge, har 157 223 invånare. Region Blekinge ansvarar, som alla regioner, främst för hälso- och sjukvård. Förutom hälso-, tand- och sjukvård, har regionen även ett ansvar för kollektivtrafiken i länet. Regionen bedriver även kulturell verksamhet.

## Sjukhus
Sjukhusen i Blekinge benämns Blekingesjukhuset och finns i Karlshamn och Karlskrona medan primärvård finns i samtliga kommuner. Akutmottagning finns däremot enbart i Karlskrona.

## Kollektivtrafik
Blekingetrafiken är en förvaltning inom Region Blekinge och ansvarar för kollektivtrafiken inom Blekinge län.

## Utbildning
Blekinge läns Folkhögskola i Bräkne-Hoby drivs av regionen.

## Kultur
Blekinge museum

## Politik
I Blekinge styr en koalition bestående av Sverigedemokraterna, Moderaterna och Kristdemokraterna i majoritet.

### Regionfullmäktige 2022–2026
| Ordförande | Ordförande           | Förste vice ordförande | Förste vice ordförande     | Andre vice ordförande | Andre vice ordförande |
| ---------- | -------------------- | ---------------------- | -------------------------- | --------------------- | --------------------- |
| S          | Jan-Anders Palmqvist | S                      | Tamam-Eugenia Abou-Hamidan | SD                    | Nicolas Westrup       |

### Regionstyrelse 2023–2026[2]
| Ordförande | Ordförande    | Förste vice ordförande | Förste vice ordförande | Andra vice ordförande | Andra vice ordförande |
| ---------- | ------------- | ---------------------- | ---------------------- | --------------------- | --------------------- |
| SD         | Robert Lindén | M                      | Sophia Liedholm Ahlin  | S                     | Christina Mattisson   |

### Presidier
| Nämnd                        | Ordförande | Ordförande            | Förste vice ordförande | Förste vice ordförande  | Andre vice ordförande | Andre vice ordförande   |
| ---------------------------- | ---------- | --------------------- | ---------------------- | ----------------------- | --------------------- | ----------------------- |
| Hälso- och sjukvårdsnämnden  | M          | Anders Lund           | SD                     | Björn Tenland Nurhadi   | S                     | Magnus Johansson        |
| Tandvårdsnämnden             |            | Vakant                | KD                     | Inger Åkesson           | S                     | Linda Ekström Sandstedt |
| Regionala utvecklingsnämnden | SD         | Fredrik Thomasson     | KD                     | Anna Ekberg             | S                     | Richard Pelle           |
| Kultur- och bildningsnämnden | SD         | Karolina Widerberg    | S                      | Jens Melander           | KD                    | Malgorzata Andersson    |
| Trafiknämnden                | M          | Carl Göran Svensson   | KD                     | Leif Tommy Svensson     | S                     | Teopoula Zickbauer      |
| Patientnämnden               | KD         | Suzanna Garsten Schön | M                      | Iréne Ahlstrand Mårlind | S                     | Marie Sällström         |
| Samverkansnämnden i Blekinge | SD         | Robert Lindén         |                        |                         |                       |                         |

Källa: 

### Valkretsar
Varje kommun utgör en valkrets vid regionvalen, utom Olofströms och Sölvesborgs kommuner, som bildar en gemensam valkrets.

### Mandatfördelning i valen 1916–1966
| 4 | 11 | 27 |

| 5 | 2 | 11 | 23 |

| 12 | 5 |  | 7 | 8 |

| 33 |

| 13 |  | 4 | 15 |

| 31 |

| 12 | 2 | 4 | 15 |

| 32 |

| 13 | 2 | 4 | 14 |

| 32 |

| 14 | 3 | 4 | 11 |

| 32 |

| 19 | 4 | 3 | 7 |

| 33 |

| 16 | 5 | 4 | 7 |

| 31 |

| 16 | 5 | 8 | 5 |

| 34 |

| 18 | 5 | 9 | 2 |

| 30 |

| 17 | 4 | 10 | 4 |

| 31 |

| 18 | 4 | 6 | 7 |

| 31 |

| 21 | 4 | 6 | 4 |

| 29 | 6 |

| 2 | 17 | 5 | 6 | 5 |

### Mandatfördelning i valen 1970–2022
| 19 | 8 | 6 | 3 |

| 30 | 6 |

| 19 | 9 | 3 | 5 |

| 30 | 6 |

| 2 | 24 | 10 | 5 | 6 |

| 38 | 9 |

| 2 | 24 | 8 | 5 | 8 |

| 34 | 13 |

| 2 | 25 | 8 | 3 | 9 |

| 32 | 15 |

| 2 | 25 | 6 | 6 | 8 |

| 28 | 19 |

| 2 | 25 | 2 | 6 | 5 | 7 |

| 27 | 20 |

| 2 | 22 | 5 | 5 | 3 | 10 |

| 24 | 23 |

| 3 | 26 | 2 | 5 | 2 |  | 8 |

| 23 | 24 |

| 6 | 20 | 2 | 3 | 2 | 4 | 10 |

| 24 | 23 |

| 4 | 22 | 2 | 3 | 5 | 4 | 7 |

| 28 | 19 |

| 2 | 21 | 2 | 3 | 4 | 3 | 2 | 10 |

| 28 | 19 |

| 2 | 20 | 2 | 5 | 3 | 3 | 2 | 10 |

| 23 | 24 |

| 3 | 19 | 2 | 7 | 3 | 2 | 2 | 9 |

| 25 | 22 |

| 3 | 19 | 12 | 5 | 3 | 3 | 12 |

| 27 | 30 |

| 3 | 21 | 15 | 3 | 4 | 11 |

| 33 | 24 |

### Lista över landstingsstyrelseordförande /regionstyrelseordförande
| Namn | Namn                | Från              | Till              | Politisk tillhörighet |
| ---- | ------------------- | ----------------- | ----------------- | --------------------- |
|      | Bernth Johnson      | 1995              | 2010              | Socialdemokraterna    |
|      | Kalle Sandström     | 2010              | 2018              | Socialdemokraterna    |
|      | Alexander Wendt     | 2018              | 2019              | Moderaterna           |
|      | Lennarth Förberg    | 2019              | 26 oktober 2022   | Moderaterna           |
|      | Christina Mattisson | 26 oktober 2022   | 13 september 2023 | Socialdemokraterna    |
|      | Robert Lindén       | 13 september 2023 |                   | Sverigedemokraterna   |